# Saint-Vitte

Saint-Vitte este o comună în departamentul Cher, Franța. În 1 ianuarie 2022 avea o populație de 121 de locuitori.